# Tekić
Tekić is een plaats in de gemeente Jakšić in de Kroatische provincie Požega-Slavonië. De plaats telt 253 inwoners (2001).